# Ars-sur-Moselle
Ars-sur-Moselle – miejscowość i gmina we Francji, w regionie Grand Est, w departamencie Mozela.
Według danych na rok 2011 gminę zamieszkiwały 5186 osoby, a gęstość zaludnienia wynosiła 438 osób/km² (wśród 2335 gmin Lotaryngii Ars-sur-Moselle plasuje się na 86. miejscu pod względem liczby ludności, natomiast pod względem powierzchni na miejscu 498.).